# 筋少の大車輪
『筋少の大車輪』（きんしょうのだいしゃりん）は、筋肉少女帯のベストアルバム。

## 概要
筋肉少女帯のメジャーデビューアルバム『仏陀L』から6枚目のアルバム『断罪!断罪!また断罪!!』までの収録曲より選抜された。

## 収録曲
1. 大釈迦
（作詞：大槻ケンヂ / 作曲：大槻ケンヂ, 内田雄一郎 / 編曲：筋肉少女帯）
「釈迦」の新録。旧メンバーの三柴理や歴代ギタリストである石塚BERA伯広、友森昭一、関口博史、横関敦が参加。
2. これでいいのだ
（作詞：大槻ケンヂ / 作曲：内田雄一郎 / 編曲：筋肉少女帯, 是永巧一）
3. キノコパワー
（作詞：大槻ケンヂ / 作曲：三柴江戸蔵 / 編曲：筋肉少女帯）
4. 日本印度化計画
（作詞・作曲：大槻ケンヂ / 編曲：筋肉少女帯, 白井良明）
5. 悲しきダメ人間
（作詞：大槻ケンヂ / 作曲：太田明, 筋肉少女帯 / 編曲：筋肉少女帯）
6. 踊るダメ人間
（作詞：大槻ケンヂ / 作曲：大槻ケンヂ, 内田雄一郎, 筋肉少女帯 / 編曲：筋肉少女帯）
7. サボテンとバントライン
（作詞：大槻ケンヂ / 作曲：大槻ケンヂ, 筋肉少女帯 / 編曲：筋肉少女帯）
8. いくじなし
（作詞：大槻ケンヂ / 作曲：大槻ケンヂ, 斎藤清二 / 編曲：筋肉少女帯）
9. Picnic at Fire Mountain 〜Dream on James, You're Winning〜
（作詞：大槻ケンヂ / 作曲：バート・バカラック, ポール・アンカ / 編曲：筋肉少女帯, 白井良明）
10. Go! Go! Go! Hiking Bus 〜Casino Royale〜, 〜The Longest Day〜
（作詞：大槻ケンヂ / 作曲：バート・バカラック, ポール・アンカ / 編曲：筋肉少女帯, 白井良明）
11. サンフランシスコ
（作詞：大槻ケンヂ / 作曲：三柴江戸蔵 / 編曲：筋肉少女帯）
12. イワンのばか
（作詞：大槻ケンヂ / 作曲：橘高文彦, 筋肉少女帯 / 編曲：筋肉少女帯）
13. 電波Boogie
（作詞：大槻ケンヂ / 作曲：筋肉少女帯 / 編曲：筋肉少女帯, 是永巧一）
14. 元祖高木ブー伝説
（作詞・作曲：大槻ケンヂ / 編曲：筋肉少女帯・オーケストラアレンジ：上野耕路）
15. 何処へでも行ける切手
（作詞：大槻ケンヂ / 作曲：内田雄一郎, 筋肉少女帯 / 編曲：筋肉少女帯）
16. パンクでポン
『仏陀L』の初回盤LP付属のソノシート収録。本作で初CD化。